# سوبارو لگاسی (نسل پنجم)

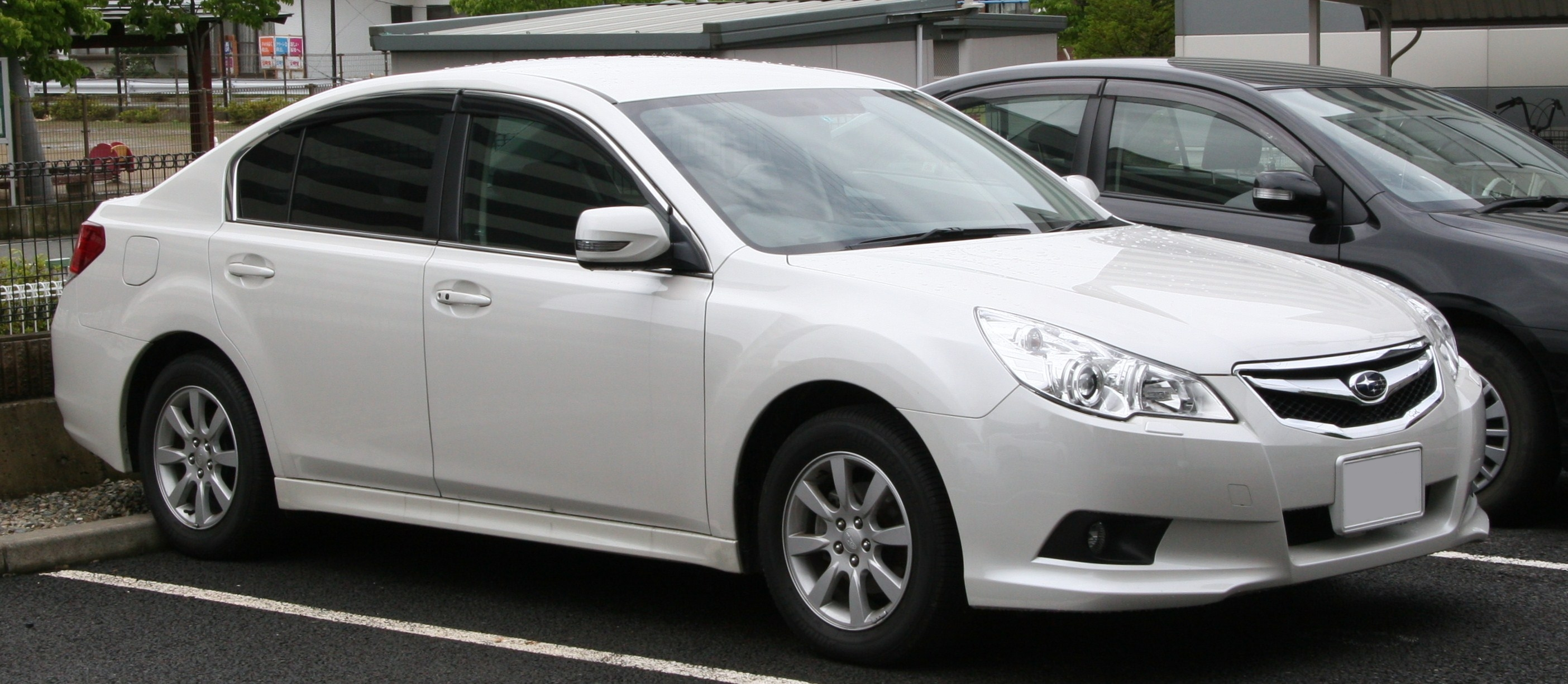

سوبارو لگاسی (نسل پنجم) (Subaru Legacy (fifth generation)) خودرویی است که در سال‌های ۲۰۰۹ تا در ژاپن و ایالات متحده آمریکا تولید شده‌است.
طراحی آن خودروهای موتور جلو-چهار چرخ متحرک بوده است.